# Araeoncus sicanus
Araeoncus sicanus är en spindelart som beskrevs av Brignoli 1979. Araeoncus sicanus ingår i släktet Araeoncus och familjen täckvävarspindlar. Inga underarter finns listade i Catalogue of Life.